# Gunung Siabong-abong
Gunung Siabong-abong är ett berg i Indonesien.   Det ligger i provinsen Aceh, i den västra delen av landet, 1 600 km nordväst om huvudstaden Jakarta. Toppen på Gunung Siabong-abong är 2 402 meter över havet, eller 216 meter över den omgivande terrängen. Bredden vid basen är 3,4 km.
Terrängen runt Gunung Siabong-abong är bergig söderut, men norrut är den kuperad.Runt Gunung Siabong-abong är det mycket glesbefolkat, med 7 invånare per kvadratkilometer. I omgivningarna runt Gunung Siabong-abong växer i huvudsak städsegrön lövskog.